# Крючкоклювы
Крючкоклювы (лат. Diglossa) — род воробьиных птиц из семейства танагровых (Thraupidae). Большинство представителей рода встречаются в высокогорьях Южной Америки (особенно в Андах), а два вида обитают в Центральной Америке. С помощью загнутого клюва прокалывают венчики цветков, чтобы получить доступ к нектару, который слизывают раздвоенным на конце языком.

## Классификация
На январь 2021 года в род включают 18 видов:
- Diglossa albilatera Lafresnaye, 1843 — Шиферный крючкоклюв
- Diglossa baritula Wagler, 1832 — Коричный крючкоклюв
- Diglossa brunneiventris Lafresnaye, 1846
- Diglossa caerulescens (P. L. Sclater, 1856) — Серебристый крючкоклюв
- Diglossa carbonaria (d'Orbigny & Lafresnaye, 1838) — Крючкоклюв-угольщик
- Diglossa cyanea (Lafresnaye, 1840) — Масковый крючкоклюв
- Diglossa duidae Chapman, 1929 — Чешуйчатый крючкоклюв
- Diglossa glauca P. L. Sclater & Salvin, 1876 — Ультрамариновый крючкоклюв
- Diglossa gloriosa P. L. Sclater & Salvin, 1871
- Diglossa gloriosissima Chapman, 1912
- Diglossa humeralis (Fraser, 1840)
- Diglossa indigotica P. L. Sclater, 1856 — Индиговый крючкоклюв
- Diglossa lafresnayii (Boissonneau, 1840) — Блестящий крючкоклюв
- Diglossa major Cabanis, 1849 — Большой крючкоклюв
- Diglossa mystacalis Lafresnaye, 1846
- Diglossa plumbea Cabanis, 1861
- Diglossa sittoides (d'Orbigny & Lafresnaye, 1838)
- Diglossa venezuelensis Chapman, 1925 — Траурный крючкоклюв[1]